# كين براون (لاعب كرة قدم أمريكية أمريكي)
كين براون (بالإنجليزية: Ken Brown)‏ هو لاعب كرة قدم أمريكية أمريكي، ولد في 5 مايو 1971 في فيسبادن في ألمانيا.

## وصلات خارجية
- كين براون (لاعب كرة قدم أمريكية أمريكي) على موقع مرجع كرة القدم المحترفة.كوم (الإنجليزية)